# Liga de Campeones de la CAF 2001
La Liga de Campeones de la CAF del 2001 fue la edición 37 del torneo de fútbol a nivel de clubes de África organizado por la CAF.
El Al Ahly de Egipto se proclamó campeón del torneo por tercera vez.

## Ronda Preliminar
| Equipo 1        | Agr.     | Equipo 2            | Ida | Vuelta |
| --------------- | -------- | ------------------- | --- | ------ |
| Real Banjul     | 1-0      | Derby               | 0-0 | 1-0    |
| Inter Bom-Bom   | 0-3      | Sony Elá Nguema     | 0-2 | 0-1    |
| Fortior         | 1-3      | St Michel United    | 0-0 | 1-3    |
| Red Sea         | 2-2 (p.) | Tourbillon          | 2-0 | 0-2    |
| Anges de Fatima | 1-1      | Rayon Sport         | 1-0 | 0-1    |
| Marsouins       | 3-1      | Mbabane Highlanders | 1-1 | 2-0    |
| Mangasport      | 0-4      | USFA Ouagadougou    | 0-1 | 0-3    |

## Primera Ronda
| Equipo 1           | Agr.     | Equipo 2              | Ida | Vuelta |
| ------------------ | -------- | --------------------- | --- | ------ |
| ASC Diaraf         | 2-1      | Real Banjul           | 1-0 | 1-1    |
| ASEC Mimosas       | 2-2 (p.) | Stade Malien          | 2-0 | 0-2    |
| Julius Berger      | 8-0      | Sony Elá Nguema       | 5-0 | 3-0    |
| Villa              | 4-3      | Vital'O               | 2-2 | 2-1    |
| AS Marsouins       | 4-4 (v.) | St Michel United      | 3-2 | 1-2    |
| Al Ahly            | 3-1      | Red Sea               | 3-0 | 0-1    |
| Espérance de Tunis | 4-1      | JS du Ténéré          | 1-0 | 3-1    |
| Saint George       | 1-1 (v.) | Tusker                | 1-1 | 0-0    |
| Young Africans     | 4-2      | Highlanders           | 2-2 | 2-01   |
| Mamelodi Sundowns  | 2-0      | Costa do Sol          | 0-0 | 2-0    |
| CR Belouizdad      | 3-1      | Al-Ahli               | 2-0 | 1-1    |
| Al-Merrikh         | 4-1      | Power Dynamos         | 2-0 | 2-1    |
| Raja Casablanca    | 3-3 (v.) | USFA Ouagadougou      | 2-0 | 1-3    |
| Mazembe            | 2-0      | Anges de Fatima       | 1-0 | 1-0    |
| Hearts of Oak      | 4-6      | Étoile du Congo       | 3-1 | 1-5    |
| Fovu Club          | 4-5      | Petro Atlético Luanda | 2-2 | 2-3    |

1 el partido fue abandonado en el minuto 80 cuando el Young Africans ganaba 2-0 y se decretó un penal después de que aficionados locales lanzaran sillas de plástico contra jugadores y árbitros.

## Segunda Ronda
| Equipo 1              | Agr.     | Equipo 2           | Ida | Vuelta |
| --------------------- | -------- | ------------------ | --- | ------ |
| ASEC Mimosas          | 2-2 (p.) | ASC Diaraf         | 2-0 | 0-2    |
| Villa                 | 1-3      | Julius Berger      | 1-0 | 0-3    |
| Al Ahly               | 6-0      | St Michel United   | 5-0 | 1-0    |
| Tusker                | 2-2 (v.) | Espérance de Tunis | 2-1 | 0-1    |
| Mamelodi Sundowns     | 6-5      | Young Africans     | 3-2 | 3-3    |
| Al-Merrikh            | 2-3      | Belouizdad         | 2-0 | 0-3    |
| Mazembe               | 3-2      | Raja Casablanca    | 2-0 | 1-2    |
| Petro Atlético Luanda | 6-3      | Étoile du Congo    | 4-1 | 2-2    |

## Fase de grupos

### Grupo A
| Pos. | Equipo             | Pts. | PJ | G | E | P | GF | GC | Dif. | Clasificación |     | ESP | SUN | JUL | TPM |
| ---- | ------------------ | ---- | -- | - | - | - | -- | -- | ---- | ------------- | --- | --- | --- | --- | --- |
| 1    | Espérance de Tunis | 9    | 6  | 2 | 3 | 1 | 8  | 7  | +1   | Semifinales   |     | —   | 0–0 | 3–2 | 2–1 |
| 2    | Mamelodi Sundowns  | 9    | 6  | 2 | 3 | 1 | 2  | 2  | 0    | Semifinales   |     | 0–0 | —   | 1–0 | 1–0 |
| 3    | Julius Berger      | 7    | 6  | 2 | 1 | 3 | 6  | 6  | 0    |               |     | 1–1 | 2–0 | —   | 1–0 |
| 4    | Mazembe            | 7    | 6  | 2 | 1 | 3 | 5  | 6  | −1   |               | 3–2 | 0–0 | 1–0 | —   |     |

 Fuente: 

### Grupo B
| Pos. | Equipo         | Pts. | PJ | G | E | P | GF | GC | Dif. | Clasificación |     | PET | AHL | ASEC | BEL |
| ---- | -------------- | ---- | -- | - | - | - | -- | -- | ---- | ------------- | --- | --- | --- | ---- | --- |
| 1    | Petro Atlético | 12   | 6  | 4 | 0 | 2 | 10 | 8  | +2   | Semifinales   |     | —   | 1–3 | 0–1  | 2–1 |
| 2    | Al-Ahly        | 12   | 6  | 4 | 0 | 2 | 9  | 7  | +2   | Semifinales   |     | 2–4 | —   | 2–1  | 1–0 |
| 3    | ASEC Mimosas   | 10   | 6  | 3 | 1 | 2 | 12 | 5  | +7   |               |     | 1–2 | 1–0 | —    | 7–0 |
| 4    | CR Belouizdad  | 1    | 6  | 0 | 1 | 5 | 2  | 13 | −11  |               | 0–1 | 0–1 | 1–1 | —    |     |

 Fuente: 

## Fase Final

### Semifinales
| Equipo 1          | Agr.     | Equipo 2              | Ida | Vuelta |
| ----------------- | -------- | --------------------- | --- | ------ |
| Mamelodi Sundowns | 2–2 (p.) | Petro Atlético Luanda | 2–0 | 0–2    |
| Al-Ahly           | 1–1 (v.) | Espérance de Tunis    | 0–0 | 1–1    |

### Final
| Equipo 1          | Agr. | Equipo 2 | Ida | Vuelta |
| ----------------- | ---- | -------- | --- | ------ |
| Mamelodi Sundowns | 1–4  | Al-Ahly  | 1–1 | 0–3    |

#### Ida
| 8-12-2001 | Mamelodi Sundowns | 1–1 | Al-Ahly            | Loftus Versfeld Stadium, Pretoria                       |                                                         |
|           | - Kampamba 26'    |     | - Abdel Hafeez 58' | Asistencia: 5,000 espectadores Árbitro(s): Coffi Codjia | Asistencia: 5,000 espectadores Árbitro(s): Coffi Codjia |

#### Vuelta
| 21-12-2001 | Al-Ahly                   | 3–0 | Mamelodi Sundowns | Cairo International Stadium, El Cairo                            |                                                                  |
|            | - Bebo 37' (pen.) 45' 90' |     |                   | Asistencia: 75,000 espectadores Árbitro(s): Abderrahim El Arjoun | Asistencia: 75,000 espectadores Árbitro(s): Abderrahim El Arjoun |

Campeón

Al-Ahly S. C.
3º título